# Balonmano Morvedre
El Balonmano Morvedre es un club de balonmano femenino español que juega sus partidos en la ciudad de Sagunto. Patrocinado por el ayuntamiento de su ciudad, el equipo siempre ha jugado con esta denominación y milita en la Liga Guerreras Iberdrola.

## Historia
Nacido en el 2012 a la sombra del histórico Balonmano Sagunto (Astroc Sagunto, Balonmano Parc Sagunt y, últimamente, CM Mar Sagunt) el equipo valenciano ha militado en la División de Honor de Balonmano Femenino algunas temporadas. En la actualidad juega en la Liga Guerreras Iberdrola.
«Más de 30 años» reza la página web del club, pero como organismo con entidad jurídica nació en 2012. En la temporada 2017-2018 se proclamó, de la mano de Manu Etayo, campeón de la División de Honor Plata sin perder un solo partido. El Morvedre encadenó nueve meses de competición y 31 partidos sin perder ningún encuentro , convirtiéndose así en el único equipo imbatido de las máximas competiciones del balonmano español, tanto en categoría masculina y femenina. Pero no sería hasta el año siguiente, la temporada 2019-2020 que el equipo subió a la máxima categoría de la competición nacional.

### Últimos años de historia
Liderada en los banquillos por la eterna Montse Puche y con la presidencia a cargo de Jesús Amores el club se quedó a las puertas del ascenso en la temporada 2019-20. En la 2020-21, encuadrada en el grupo B, con Elche, Castellón, La Calzada o Adesal, fue una temporada atípica por los problemas ocasionadas por la pandemia. El año anterior se decidió no descender a ningún equipo y la liga tuvo que competir con 18 clubes. La liga regular terminó en la parte baja, lo que le obligó a jugar la fase por la permanencia, en la que quedó 4.ª en un agónica última jornada donde pasó a Adesal y a Cicar Lanzarote.
Tras la pandemia se mantiene en el banquillo Vicente Sos y el equipo saguntino vuelve a competir en División de Honor. Lamentablemente desciende tras una temporada aciaga donde solo consigue 15 puntos.
Con un presupuesto de 284.820,30 € el Balonmano Morvedre, tras su pérdida de categoría en la temporada 2021-2022, se encomienda de nuevo al quehacer de Manu Etayo, con el que ya consiguió el ascenso en la temporada 2018-2019 sustituyendo a Vicente Sos, que deja el cargo tras el descenso. Sigue contando entre sus jugadoras a parte del bloque de División de Honor con la "guerrera" Shandy Barbosa como gran estrella, además de Naiara Rubira, Helena Martín, Sonora Solano, Gabi Romero y Lucía Gámez. Además fichó a Ángela López, Claudia Juan, Martina Mazza, Elena Rodríguez, Andrea González, Beatriz San Isidro “Uki”, y a Esther Lacueva.La temporada termina permaneciendo en la segunda división tras perder en la fase final ante el Elda Prestigio con muchas críticas a los árbitros por parte del club saguntino.
Ya, con Shandy en Francia, el Morvedre se presentaba la temporada 2023-24 de nuevo como claro aspirante al ascenso a División de Honor. El ascenso se decidió en la última jornada, a la que el Morvedre, el Grafometal La Rioja y el Zuazo Femenino podían conseguirlo, decantándose a favor de los equipos valencianos y riojanos.
El final de temporada 2023-24 del Balonmano Morvedre concluyó con la salida del que fuera presidente del club, Nacho García, relevado por Eva Sancho, que toma las riendas del club, pasando Nacho a ser director deportivo del equipo del René Marigil. Al final de la temporada 2024/25, que el Morvedre salva en el play down y permanece en la División de Honor, se celebran las elecciones y es Albert Llueca el que es proclamado presidente del club y Nacho García es relevado por José Bonet Martín. Además, María del Mar Gómez pasa a dirigir la cantera.

## Histórico
| Temporada | Cat. | División                | Pos. | Notas                             |
| --------- | ---- | ----------------------- | ---- | --------------------------------- |
| 2013–14   | 3    | 1.ª División provincial | 2.ª  | Ascenso a División de Honor Plata |
| 2014–15   | 2    | División de Honor Plata | 5.ª  |                                   |
| 2015–16   | 2    | División de Honor Plata | 5.ª  |                                   |
| 2016–17   | 2    | División de Honor Plata | 1.ª  |                                   |
| 2017–18   | 2    | División de Honor Plata | 1.ª  |                                   |
| 2018–19   | 2    | División de Honor Plata | 2.ª  |                                   |
| 2019–20   | 2    | División de Honor Plata | 2.ª  | Ascenso a División de Honor       |
| 2020–21   | 2    | División de Honor       | 14.ª |                                   |
| 2021–22   | 1    | División de Honor       | 11.ª | Descenso a División de Honor Oro  |
| 2022–23   | 2    | División de Honor Oro   | 2.º  |                                   |
| 2023–24   | 2    | División de Honor Oro   | 2.ª  | Ascenso a División de Honor       |
| 2024–25   | 1    | División de Honor       | 12.º |                                   |

- 3 temporadas en División de Honor
- 2 temporada en División de Honor Oro
- 7 temporadas en División de Honor Plata

## Equipo

### Plantilla 2024-2025
Plantilla para la temporada 2024–25
|  | Guardametas - 5. Andrea Asín - 12. Isabela Rodrigues Ferrarin - 17. Paola Santos Lateral - 7. Martina Mazza - 15. Viki Zsembery - 35. Carla Zálvez | Extremos - 6. Ángela Alpuente - 8. Celia Guilabert Navarro - 19. Sara Palanques - 35. Bianca María Caba - 15. Nayra García Central - 18. María Pérez - 23. Paula García Locay - 24. Mizuki Hosoe Pivote - 2. Ángela Rodríguez - 9. Khadija Lafsahi El Jellabi - 11. Remei Gallart - 16. Alicia Torres |

#### Entradas y salidas de la temporada 2024-25
|  | - Alondra Bivolaru (retirada) - Elena Rodríguez (retirada) - Bea San Isidro (retirada) - Esther Lacueva (retirada) - Andrea González (retirada) - Claudia Juan (al Balonmano Granollers - Lucía Chumillas (al Cicar Lanzarote) - Sonora Solano (al Costa del Sol Málaga) - María Rosell (al Stella St-Maur Handball) - Marie Thevenet (al Stella St-Maur Handball) | - Ángela Rodríguez (desde el Balonmano Ikasa) - María Pérez (desde el Balonmano Bolaños) - Celia Guilabert (desde el Club Balonmano Elche) - Isabela Rodrigues Ferrarin (desde el Benfica) - Paola Santos (desde el Balonmano Pozuelo) - Paula García Locay (desde el Replasa Beti Onak) - Alicia Torres (desde el CB Ovalle) - Sara Palanques (desde el Redi Handbol Onda) |

### Equipo técnico
- Entrenador: Manu Etayo
- Oficial: Rafael Martín
- Fisioterapeuta: Noelia Oncina
- Oficial: María Isabel Martín
- Oficial: Begoña Campoy
- Oficial: Vicente Navarro

## Jugadoras
Por sus filas han jugado grandes deportistas como Shandy Barbosa, Rocío Rojas y cuenta entre su cuerpo técnico con exjugadoras como Montse Puche, Noelia Oncina o Jenny Fajardo.

## Cantera
La cantera del club ha logrado grandes éxitos en el deporte formativo, como la Minicopa de España del 2024/25 (categoría cadete) y el Campeonato de España de clubes en categoría juvenil del mismo año.